# Hozzánk idomult éjjel az ég
A Hozzánk idomult éjjel az ég a Blahalouisiana 2022-ben megjelent negyedik stúdióalbuma. A Weil András producerrel, a Galyatetői Mank Alkotóházban rögzített lemez tíz magyar és két angol nyelvű számot tartalmaz.

## Az album dalai
Az összes szám szerzője Juhász Ádám, Mózner László, Schoblocher Barbara, Jancsó Gábor, Szajkó András és Pénzes Máté. 
| 1.    | Aki nincs még ébren    | 2:29 |
| 2.    | Háttal az egésznek     | 2:54 |
| 3.    | Ha itt maradsz         | 4:16 |
| 4.    | Sokat bír              | 3:39 |
| 5.    | Ne engedj még el       | 4:19 |
| 6.    | Nem ereszt             | 3:23 |
| 7.    | Szívemet kitépted      | 3:31 |
| 8.    | Ott van a nap          | 3:15 |
| 9.    | Megállítottad az időt  | 4:41 |
| 10.   | Discomposed soundtrack | 3:45 |
| 11.   | Give me one            | 4:21 |
| 12.   | Ugyanaz a tenger       | 5:10 |
| 45:47 |                        |      |

## Közreműködők

### Blahalouisiana
- Schoblocher Barbara – ének
- Jancsó Gábor – basszusgitár
- Mózner László – ritmusgitár
- Szajkó András – szólógitár
- Juhász Ádám – dobok
- Pénzes Máté – billentyűk

### Produkció
- Weil András – producer
- Kókai Barnabás (Barber's Art) – dizájn[1]

## Külső hivatkozások
- A Blahalouisiana hivatalos Facebook oldala